# Saratoga Springs (Utah)
Saratoga Springs es una ciudad ubicada en el condado de Utah en el estado estadounidense de Utah. En el año 2000 tenía una población de 1.003 habitantes y una densidad poblacional de 37,9 personas por km². Saratoga Springs es una de las localidades de mayor crecimiento en los Estados Unidos con estimados poblacionales de 16.125 habitantes, haciéndolo calificar como ciudad a pesar de los mil habitantes del censo de 2000. Saratoga Springs se encuentra a orillas del Lago Utah, dentro de los límites metropolitanos de las ciudades de Provo/Orem.

## Geografía
Saratoga Springs se encuentra ubicado en las coordenadas 40°19′44″N 111°54′11″O / 40.32889, -111.90306. Según la Oficina del Censo, la localidad tiene un área total de 26,4 km² (10,2 mi²), de la cual toda es tierra.

## Demografía
Según la Oficina del Censo en 2000, había 1.003 personas y 249 familias residentes en el lugar, 94.7% de los cuales eran personas de raza blanca y aproximadamente 4% de la población son de raza hispana o latina.
Según la Oficina del Censo en 2000 los ingresos medios por hogar en la localidad eran de $62,212, y los ingresos medios por familia eran $61,923. Los hombres tenían unos ingresos medios de $44,464 frente a los $36,739 para las mujeres. La renta per cápita para la localidad era de $20,304. Alrededor del 2,5% de la población de Saratoga Springs estaba por debajo del umbral de pobreza.